# 福島県道267号大芦鹿島線
福島県道267号大芦鹿島線（ふくしまけんどう267ごう おおあしかしません）は、福島県南相馬市内を通る一般県道。

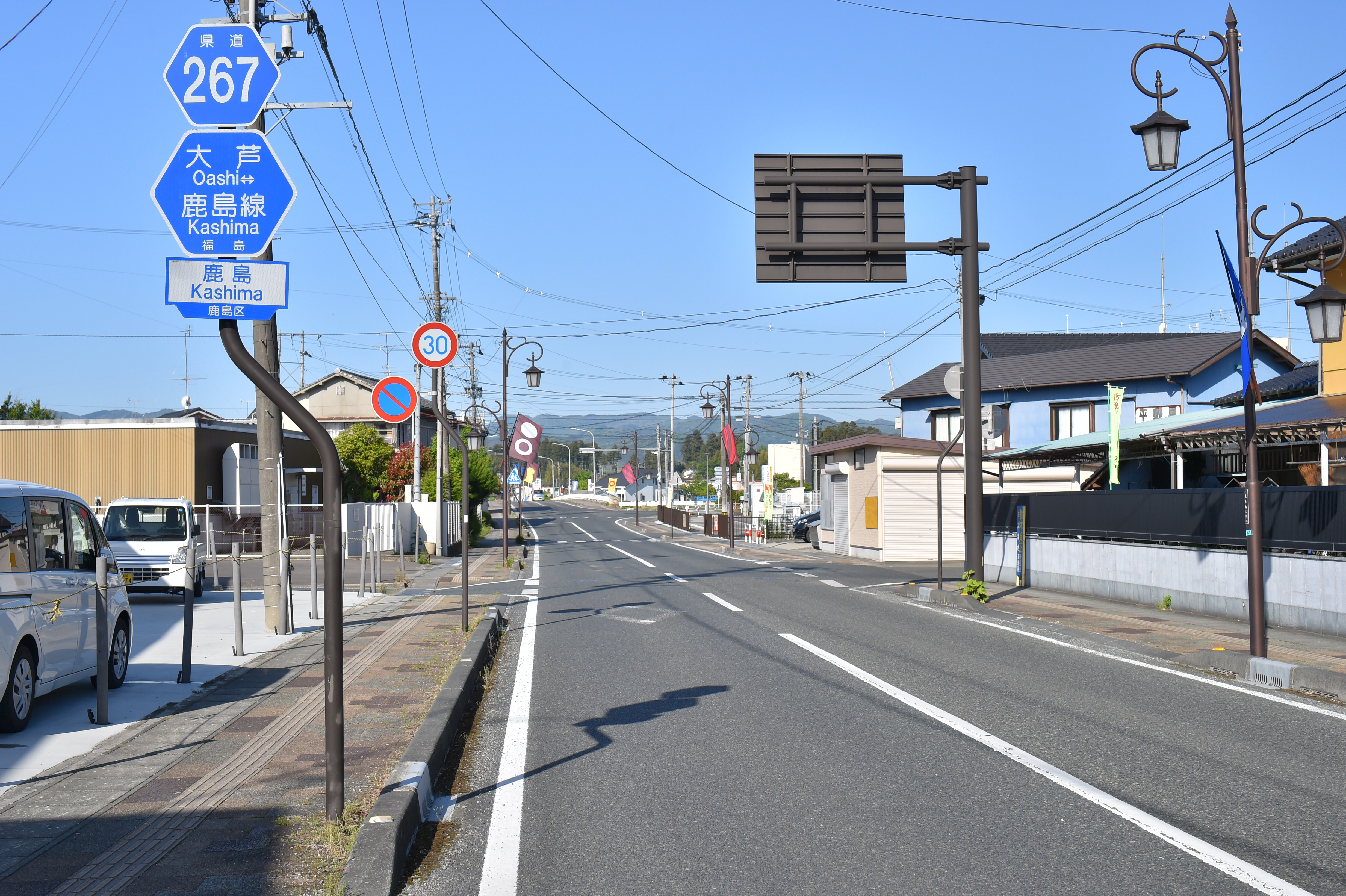
福島県道267号大芦鹿島線
南相馬市鹿島区鹿島（2024年5月）

## 路線概要
- 起点：南相馬市原町区大原字大芦
- 終点：南相馬市鹿島区鹿島字町
- 総延長：11.176km
  - 実延長：11.150km[1]

### 道路施設
釜灰橋
- 全長：23.0m
- 幅員：6.0（10.5）m
- 形式：鋼単純合成H桁橋
- 竣工：1993年度

南相馬市鹿島区橲原に位置し、二級水系真野川水系上真野川を渡る。旧橋の老朽化、幅員狭小、悪線形の解消のため、県単独橋梁整備事業により建設された。総工費は1億1100万円。

## 沿革
- 1959年8月31日 - 福島県によって路線認定される[3]。
- 2011年3月11日 - 東日本大震災により南相馬市鹿島区橲原地内にて幅50m、高さ100mに渡り大規模な法面崩落が発生し、以後通行止めとなる。
- 2016年9月29日 - 法面崩落箇所の復旧工事が完了。およそ5年半ぶりに再開通される[4]

## 通過する自治体
- 南相馬市

## 接続・交差する道路
- 福島県道12号原町川俣線（南相馬市原町区大原　起点）
- 福島県道34号相馬浪江線（南相馬市鹿島区小池）
- 福島県道120号浪江鹿島線・福島県道170号鹿島停車場線（南相馬市鹿島区鹿島　終点）

## 沿線
- 上真野川
- 小池簡易郵便局
- 桜平山公園
- 南相馬市役所鹿島支所